# Westgate Resorts
Westgate Resorts es una empresa estadounidense de tiempo compartido en complejos turísticos, fundada por David Siegel en 1982.
La compañía primero se expandió desde la Florida Central a Miami y Daytona Beach. Hoy, Westgate tiene 28 complejos turísticos ubicados en todo Estados Unidos.

## Historia
Fundada en 1982, Westgate Resorts opera como una subsidiaria de Central Florida Investments, Inc. (CFI), que emplea a más de 10,000 personas y se ha convertido en la corporación privada más grande en el área de la Florida Central. Siegel abrió CFI, una empresa de desarrollo inmobiliario, con una oficina ubicada en su garaje familiar en 1970. La familia de complejos turísticos Westgate nació en 1982 con la apertura de un complejo de 16 unidades en Westgate Vacation Villas. Westgate Lakes Resort & Spa abrió sus puertas en 1996, seguido por Westgate Towers en 1997; Westgate Town Center y Westgate Smoky Mountain Resort & Spa en 1999; Westgate Flamingo Bay en 2001; Westgate Blue Tree Resort, Westgate Park City Resort & Spa y Westgate River Ranch en 2002; y Westgate Palace y Westgate Historic Williamsburg en 2003. Westgate Resorts ahora abarca más de 13,500 villas en 28 complejos turísticos de servicio completo. Siegel fue reconocido como Director Ejecutivo del año por el Orlando Business Journal en 2014. En 2016, Westgate Smoky Mountain Resort sufrió grandes daños por un incendio, se dice que la reconstrucción comenzó rápidamente. En mayo de 2018, el músico Barry Manilow regresó a Las Vegas como artista exclusivo en el Westgate International Theatre at Westgate Las Vegas Resort & Casino. En junio de 2018, Westgate adquirió el antiguo Hilton New York Grand Central, un hotel de 23 pisos y 300 habitaciones con dos torres ubicado en el histórico vecindario de Tudor City, en el East Side de Midtown Manhattan, que ha sido rebautizado como Westgate New York City.

## Filantropía
Westgate Resorts opera la Westgate Resorts Foundation, que inició en 2001 y entrega más de 2 millones de dólares anuales a organizaciones benéficas y causas en las comunidades donde viven y trabajan los empleados de Westgate Resorts. The Westgate CareForce brinda ayuda voluntaria no solo para los proyectos de Westgate Resorts Foundation, sino también para apoyar los programas y eventos de organizaciones benéficas en la comunidad local. Los miembros de Westgate CareForce han brindado más de 50,000 horas de tiempo voluntario para apoyar a las organizaciones benéficas ubicadas en las comunidades turísticas de Westgate. El Hospitality Helps, una organización también fundada por Westgate Resort Foundation es un esfuerzo de colaboración público-privado que ayuda a las familias de la Florida Central a salir de la falta de vivienda mediante vivienda sostenible, empleo, artículos incidentales y administración de casos o seguimiento para garantizar que las familias que hacen la transición están dando los pasos adecuados hacia la independencia financiera. Además, durante cinco años consecutivos, Westgate Resorts ha regalado vacaciones gratuitas a familias de militares cada mes de noviembre. En 2015, Westgate dio 3.500 vacaciones gratis a los veteranos militares estadounidenses de la Operación Libertad Iraquí, la Operación Libertad Duradera y La Guerra contra el Terror.

## The Queen of Versailles
En 2012, la cineasta Lauren Greenfield lanzó un documental titulado The Queen of Versailles, basado en una serie de entrevistas con Siegel, su esposa Jackie Siegel y su intento de construir una mansión de 90,000 pies cuadrados, la casa de Versalles, inspirada en el famoso original francés. En la película, se ve a David luchando (y finalmente fracasando) para asegurar el financiamiento para el complejo turístico de gran altura de Westgate en Las Vegas, el PH Towers Westgate. El hijo de Siegel y alto ejecutivo de Westgate, Richard Siegel, es citado diciendo que la determinación de David de no perder la PH Tower fue una fuente importante de problemas financieros de la compañía entre 2009 y 2011. El 22 de noviembre de 2011, una participación de control en la propiedad fue vendida a Resort Finance America LLC.

## Demandas legales

### Disputa legal con contratista de construcción
Westgate Resorts fue demandado en un tribunal federal en Las Vegas por no pagar las facturas relacionadas con las PH Towers y el trabajo de construcción presuntamente llevado a cabo con un estándar pobre. El 27 de febrero de 2013, la Jueza de Distrito del Condado de Clark en Nevada, Elizabeth Gonzalez ordenó a Westgate Resorts pagarle al demandante, Tutor-Saliba Corp., 9 millones de dólares en impagos, y otorgó 2.6 millones de dólares a Westgate por varios trabajos de construcción de mala calidad, incluida una piscina de concreto agrietado.

### Demanda colectiva
Westgate Resorts fue demandado por 300 exempleados de ventas en 2010 por comisiones de ventas impagas. Ganaron la demanda y se ordenó a Westgate Resorts pagar 600,000 dólares. A pesar de pagar inicialmente 50,000 dólares, Westgate detuvo el pago y el asunto volvió a los tribunales por otros tres años. El asunto fue resuelto finalmente por el juez Michael Baxley, y Westgate aceptó pagar 500,000 dólares, 100,000 dólares menos que el juicio original requerido.
En enero de 2014, Westgate Resorts archivó docenas de nuevas demandas contra muchos de sus exempleados que participaron en esta demanda colectiva, alegando que merece recuperar comisiones de ventas previamente pagadas. Según el Orlando Sentinel, muchos de los incluidos en estas nuevas demandas consideran que estas nuevas acciones legales son "...represalias por el premio otorgado al demandado en una demanda colectiva", y uno de los abogados que representan a los exempleados de Westgate. se cita diciendo que la acción es "inconsciente".

### Estados Unidos contra Westgate Resorts Ltd
El 20 de enero de 2009, Westgate Resorts Ltd. fue declarado culpable y tuvo que llegar a un acuerdo con el gobierno de los Estados Unidos. Por sus violaciones de la Norma de ventas de telemercadeo ("Regla"), 16 C.F.R. Parte 310, incluidas las disposiciones del National Do Not Call Registry. Como parte de su acuerdo con el gobierno de los Estados Unidos, tuvo que pagar una multa de 900,000 dólares.

### Demanda de acoso sexual
En 2004, la exempleada de Westgate, Dawn Myers, demandó a Central Florida Investments y David Siegel. En 2008 fueron declarados de agravio intencional después de un juicio en el Tribunal de Distrito de los Estados Unidos para el Distrito Medio de Florida. El jurado otorgó  5.3 millones de dólares pero el juez lo redujo a 610,469 dólares: que se dividieron en 103,622 dólares en concepto de daños compensatorios y 506,847 dólares en daños punitivos. Esta concesión surgió del reclamo de agravio intencional de Myers bajo la ley estatal, pero sus reclamos de acoso sexual fueron prescritos. En enero de 2010, el Tribunal de Apelaciones de los Estados Unidos para el Undécimo Circuito desestimó una apelación y una apelación cruzada, afirmando el veredicto del tribunal de distrito.

### Demanda contra el Instituto Sundance y los cineastas deThe Queen of Versailles
El 10 de enero de 2012, David Siegel y Westgate Resorts, Ltd presentaron una demanda en Florida contra el Sundance Institute y los cineastas de The Queen of Versailles, alegando que la descripción de la película publicada por Sundance era difamatoria. El 23 de enero de 2013, el Juez de la Corte de Distrito de los Estados Unidos, Anne Conway del Distrito Medio de Florida ordenó suspender la demanda pendiente de arbitraje. En su orden, la jueza Conway llamó al testimonio previamente ofrecido por el Sr. Siegel durante las audiencias judiciales, "inconsistente e increíble y, por lo tanto, carente de peso".
El asunto fue posteriormente llevado ante un árbitro de la Alianza Independiente de Cine y Televisión (IFTA) en junio de 2013. El 13 de marzo de 2014, el árbitro otorgó a favor de los directores, Lauren Greenfield y Frank Evers, incluyendo una orden donde David Siegel y Westgate Resort debía paga una suma de 750,000 dólaresa los cineastas.
El árbitro escribió en el premio: "Habiendo visto las partes supuestamente atroces de la película en numerosas ocasiones, [el árbitro] simplemente no encuentra que el contenido de la película sea falso". El árbitro también escribió que Westgate no había mostrado cómo fue dañado por el documental. Finalmente, el árbitro escribió que Westgate "no estableció remotamente el tipo de malicia requerida para un reclamo de difamación en nombre de una figura pública".

## Controversia política
El Director Ejecutivo, David Siegel, quien es republicano, envió un correo electrónico en el otoño de 2012 a todos sus empleados sugiriendo que podría "reducir el tamaño de esta empresa" si Obama ganaba las elecciones presidenciales de Estados Unidos de 2012. El correo electrónico fue ampliamente interpretado por los medios como una amenaza para los empleados sobre posibles despidos si Barack Obama era reelegido.
Siegel admitió en el documental The Queen of Versailles sobre posibles actividades ilegales en Florida durante las elecciones presidenciales de 2000 en Estados Unidos, que según él fueron singularmente responsables de la entrada de George W. Bush en la Casa Blanca.

Entrevistador: "¿Cómo fue usted personalmente responsable de la reelección [ sic ] de George Bush?" Siegel: "Preferiría no decirlo porque puede no ser necesariamente legal". (9 minutos y 20 segundos en el documental).

En una entrevista de agosto de 2012 con Bloomberg Businessweek, Siegel elaboró sus afirmaciones, y resultó que sus temores eran infundados:

"Cada vez que veía un artículo negativo sobre [Al] Gore, lo ponía junto con los sueldos de mis 8,000 empleados. Tenía a mis gerentes haciendo una encuesta sobre cada empleado. Si les gustaba Bush, los hacíamos registrarse para votar. si les gustó Gore. La semana anterior [a las elecciones] hicimos 80,000 llamadas telefónicas a través de mi centro de llamadas, fueron robo-llamadas. El día de las elecciones, nos aseguramos de que todos los que votaban por Bush llegaran a las urnas. Sé que ganaría por 527 votos. Luego, hicimos una encuesta entre los empleados para averiguar quién votó y quién no lo hubiera hecho. Mil de ellos lo dijeron ".